# Chotětov
Chotětov (en allemand : Kuttenthal) est un bourg (městys ) du district de Mladá Boleslav, dans la région de Bohême-Centrale, en République tchèque. Sa population s'élevait à 1 272 habitants en 2020.

## Géographie
Chotětov se trouve à 6 km au nord-nord-ouest de Benátky nad Jizerou, à 12 km au sud-ouest de Mladá Boleslav et à 40 km au nord-est de Prague.
La commune est limitée par Nemyslovice et Bezno au nord, par Jizerní Vtelno, Hrušov et Horky nad Jizerou à l'est, par Zdětín au sud, et par Dolní Slivno, Kropáčova Vrutice et à l'ouest.

## Histoire
La première mention écrite de la localité date de 1057.

## Administration
La commune se compose de deux quartiers :
- Chotětov
- Hřivno